# Västra Åsnen
Västra Åsnen este o arie protejată (arie specială de conservare — SAC, sit de importanță comunitară — SCI, arie de protecție specială avifaunistică — SPA) din Suedia întinsă pe o suprafață de 1.619,3 ha, integral pe uscat.

## Localizare
Centrul sitului Västra Åsnen este situat la coordonatele 56°37′14″N 14°40′05″E / 56.6205°N 14.6681°E.

## Înființare
Situl Västra Åsnen a fost declarat arie de protecție specială avifaunistică în martie 1996 pentru a proteja 11 specii de animale. Alte tipuri de protecție:
- sit de importanță comunitară (în ianuarie 1997)
- arie specială de conservare (în martie 2011)[1][3][4]

## Biodiversitate
Situată în ecoregiunea boreală, aria protejată conține 11 habitate naturale: Taiga vestică, Păduri de stejar sau de stejar și carpen sub-atlantice și medio-europene de Carpinion betuli, Păduri aluvionare cu Alnus glutinosa și Fraxinus excelsior (Alno-Padion, Alnion incanae, Salicion albae), Lacuri și iazuri distrofice naturale, Păduri de conifere pe eskere fluvioglaciare sau legate la acestea, Păduri de fag Luzulo-Fagetum, Păduri de fag Asperulo-Fagetum, Păduri caducifoliate de mlaștină fino-scandinave, Mlaștini împădurite, Liziere de ierburi înalte hidrofile de câmpie și de nivel montan până la alpin, Mlaștini turboase de tranziție și turbării mișcătoare.
La baza desemnării sitului se află mai multe specii protejate:
- păsări (8): buhai de baltă (Botaurus stellaris), ciocănitoare neagră (Dryocopus martius), muscar (Ficedula parva), cufundar polar (Gavia arctica), ciuvică (Glaucidium passerinum), vultur pescar (Pandion haliaetus), viespar (Pernis apivorus), chiră de baltă (Sterna hirundo)
- mamifere (1): vidră de râu (Lutra lutra)
- nevertebrate (2): Anthrenochernes stellae, Dytiscus latissimus